# Heinrich Siegel (Rechtshistoriker)

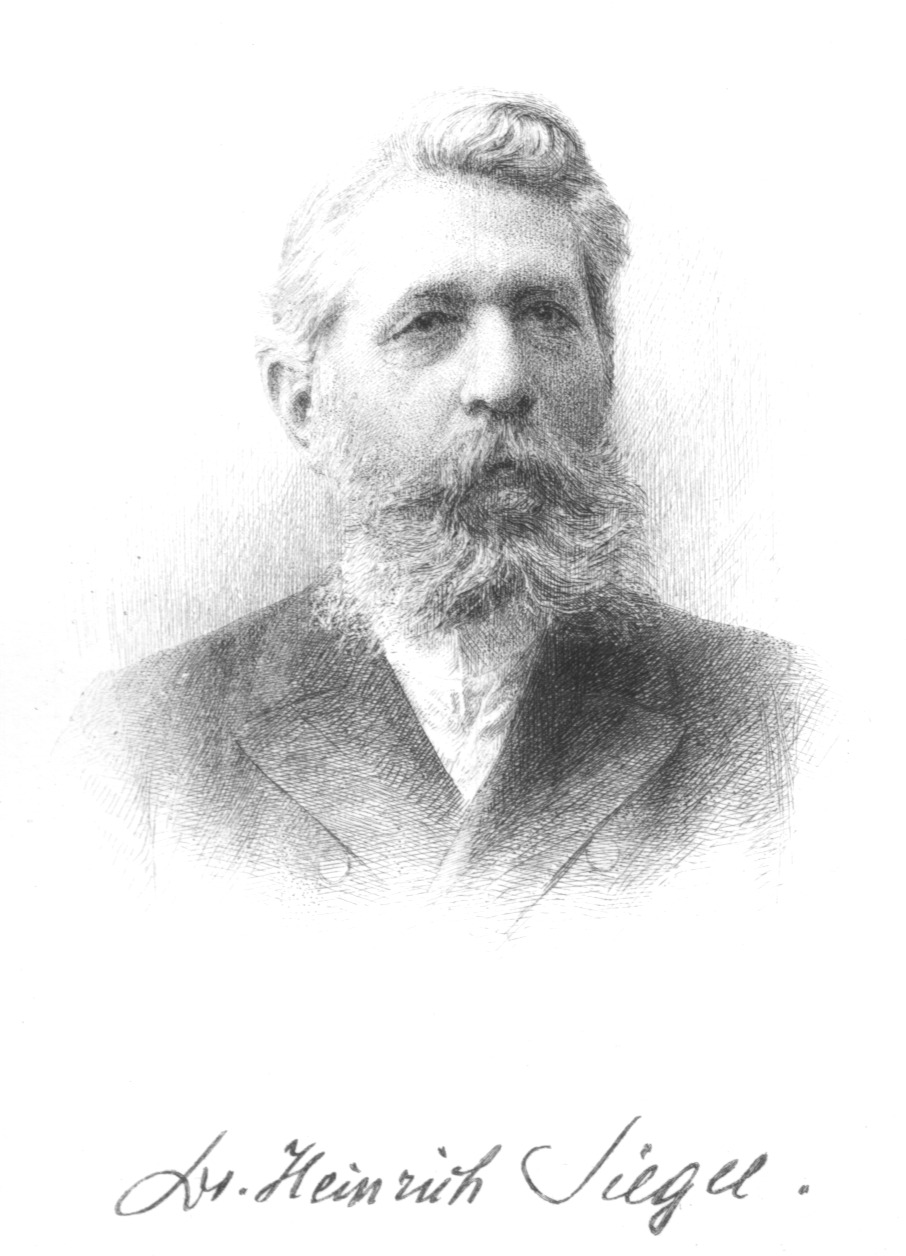
Heinrich Siegel

Heinrich Siegel (* 13. April 1830 in Ladenburg, Baden; † 4. Juni 1899 in Wien) war ein deutsch-österreichischer Rechtshistoriker und Professor für deutsches Recht an der Universität Wien.

## Herkunft
Seine Eltern waren der großherzoglich badische Generalstabsarzt Joseph Siegel (* 5. Oktober 1790; † 30. März 1870) und dessen Ehefrau Magdalena Heiligenthal (1807–1880). Sein Bruder Adolf Bernhard (1828–1905) wurde ebenfalls Mediziner und arbeitete ab 1862 als Badearzt in Badenweiler, ein weiterer, Carl (1832–1896), war Jurist und Geheimer Oberregierungsrat.

## Leben
Heinrich Siegel besuchte das Gymnasium in Bruchsal und das Lyceum Heidelberg. In Heidelberg besuchte er historische, philosophische und literaturwissenschaftliche Vorlesungen an der Universität. Er studierte ab 1849 Rechtswissenschaften in Heidelberg, ab 1850 in Bonn und später in Gießen. Während seines Studiums wurde Siegel 1850 Mitglied der Bonner Burschenschaft Frankonia. Er wurde 1852 zum Dr. jur. promoviert. 1853 habilitierte er in Gießen und arbeitete dort als Privatdozent an der Universität. Ein Ruf der Universität Königsberg wurde zurückgezogen, als dort bekannt wurde, dass Siegel katholisch sei.
Im Jahr 1857 wurde er zum außerordentlichen Professor an der Universität Wien berufen und lehrte dort bis 1898, seit 1862 als ordentlicher Professor. Eine zwischenzeitliche Berufung an die Universität Tübingen lehnte er ab. 1867/68 und 1873/74 war er Dekan der Rechts- und Staatswissenschaftlichen Fakultät. 1863 wurde er Mitglied, 1873 Vizepräsident der Rechtshistorischen Staatsprüfungskommission. 1878/79 war er Rektor der Universität Wien.
Er gilt als Begründer der Wiener Schule der österreichischen Rechtshistoriker. Durch seine Initiative kam die Herausgabe der „Österreichischen Weistümer“ durch die Wiener Akademie der Wissenschaften, deren Präsident er war, zustande, eines Werkes, das von großer Bedeutung für die Kritik der deutschen Rechtsquellen war.
1861 wurde er ordentliches Mitglied im Gelehrtenausschuss des Germanischen Museums in Nürnberg. Ab 1863 war er wirkliches Mitglied der Wiener Akademie der Wissenschaften und ab 1886 auswärtiges Mitglied der Bayerischen Akademie der Wissenschaften. 1891 wurde er auf Lebenszeit zum Mitglied des Herrenhauses ernannt. Er war Mitglied und ab 1877 Ehrenmitglied der Royal Historical Society in London. Seit 1879 war er auswärtiges Mitglied der Königlich böhmischen Gesellschaft der Wissenschaften in Prag.
Er starb 1899 und wurde auf dem Wiener Zentralfriedhof bestattet.

## Ehrungen

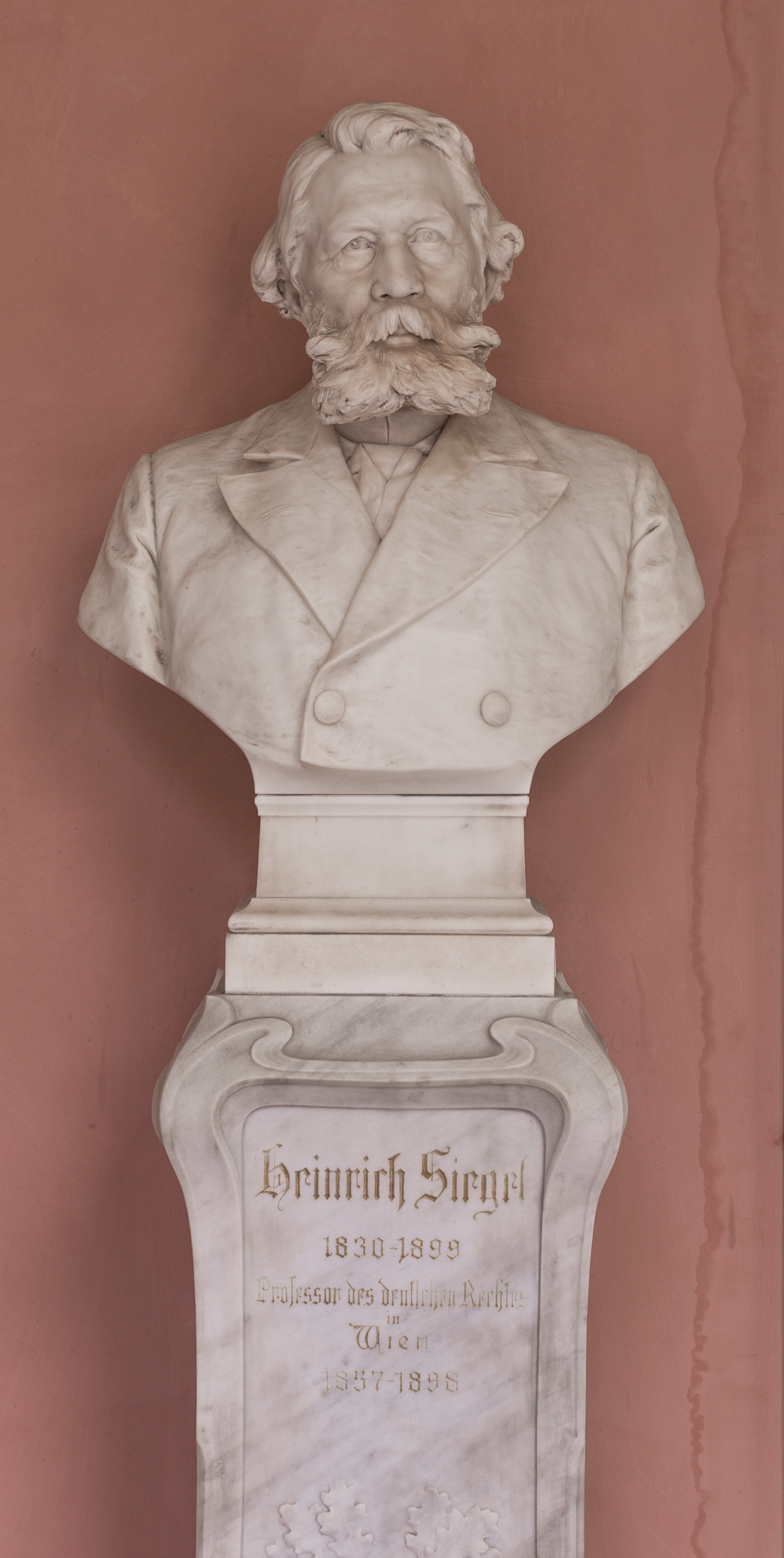
Melanie Horsetzky von Hornthal: Porträtbüste von Heinrich Siegel im Arkadenhof der Universität Wien

- 1851: Karl-Friedrich-Medaille der Heidelberger Juridischen Fakultät
- 1879: Hofrat
- 1890: Österreichisch-kaiserlicher Leopold-Orden, Ritterkreuz
- 1892: Büste von Melanie Horsetzky von Hornthal, ab 1902 im Arkadenhof der Universität Wien.
- 1898: Franz-Joseph-Orden mit Stern, Komturkreuz

## Familie
Er heiratete im Jahr 1864 Rosa von Löhner (1844–1921), eine Tochter des Ludwig von Löhner. Das Paar hatte zwei Söhne und zwei Töchter, darunter:
- Anna (* 1865) ⚭ Dorotheo Giaja (* 1850 in Dubrovnik; † 1914 in Hinterbrühl),[2] Hochseekapitän
- Carl, Gymnasiallehrer
- Marie (* 1868) ⚭ Franz Gaess (* 1853), Chemiker

## Schriften
- Das deutsche Erbrecht nach den Rechtsquellen des Mittelalters, in seinem innern Zusammenhange dargestellt. Bangel und Schmitt, Dissertation Universität Heidelberg 1853, Digitalisat.
- Die germanische Verwandschaftsberechnung mit besonderer Beziehung auf die Erbenfolge. Habilitationsschrift. s. n., Gießen 1853, Digitalisat.
- Geschichte des deutschen Gerichtsverfahrens. Band 1.[3] J. Ricker, Gießen 1857, Digitalisat.
- Das Versprechen als Verpflichtungsgrund im heutigen Recht. Eine germanistische Studie. Franz Vahlen, Berlin 1873, Digitalisat.
- Deutsche Rechtsgeschichte. Ein Lehrbuch. Franz Vahlen, Berlin 1886. Digitalisat der 3. Aufl. 1895.